# Lotti Andréason
Lotti Andréason, auch in der Schreibweise Lotti Andreasson und unter ihrem Geburtsnamen Charlotte bzw. Lotti Borisch bekannt (* 21. Juli 1903 in Berlin; †  1992), war eine deutsch-schwedische Violinistin. Sie lebte seit 1910 in Schweden.

## Leben und Werk
Andréason studierte am Konservatorium in Stockholm. Sie erhielt ihre Violinausbildung bei Lars Zetterquist und Charles Barkel. Sie gab seit 1926 Solokonzerte und trat als Solistin mit den Königlich Philharmonischem Orchester auf. Ab 1933 trat sie auch häufiger mit dem Stockholmer Radioorchester auf.
Sie bildete zusammen mit der Pianistin Astrid Berwald und der Cellistin Carin de Frumerie das Berwald Trio.
Andréason war mit dem schwedischen Generalmusikdirektor Martin Andréason verheiratet.